# Frederick D. Ely

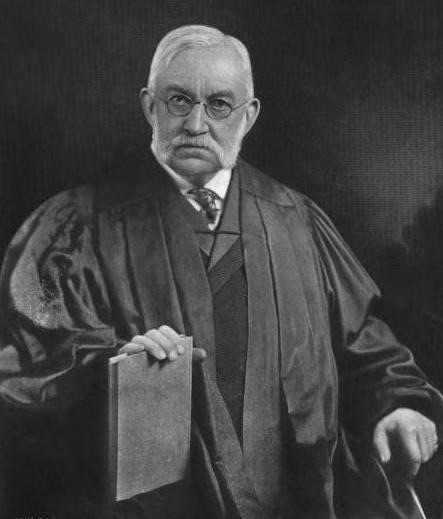
Frederick D. Ely

Frederick David Ely (* 24. September 1838 in Wrentham, Norfolk County, Massachusetts; † 6. August 1921 in Dedham, Massachusetts) war ein US-amerikanischer Politiker. Zwischen 1885 und 1887 vertrat er den Bundesstaat Massachusetts im US-Repräsentantenhaus.

## Werdegang
Frederick Ely besuchte die Day’s Academy in Wrentham und studierte danach bis 1859 an der Brown University in Providence (Rhode Island). Nach einem anschließenden Jurastudium und der Zulassung als Rechtsanwalt begann er ab 1862 in Dedham in diesem Beruf zu arbeiten. Zwischen 1867 und 1885 war er als Strafrichter tätig. Gleichzeitig schlug er als Mitglied der Republikanischen Partei eine politische Laufbahn ein. Im Jahr 1873 war er Abgeordneter im Repräsentantenhaus von Massachusetts; von 1878 bis 1879 gehörte er dem Staatssenat an. Er saß von 1882 bis 1894 auch im Schulausschuss der Stadt Dedham.
Bei den Kongresswahlen des Jahres 1884 wurde Ely im neunten Wahlbezirk von Massachusetts in das US-Repräsentantenhaus in Washington, D.C. gewählt, wo er am 4. März 1885 die Nachfolge von Theodore Lyman antrat. Da er im Jahr 1886 nicht bestätigt wurde, konnte er bis zum 3. März 1887 nur eine Legislaturperiode im Kongress absolvieren. Nach dem Ende seiner Zeit im US-Repräsentantenhaus praktizierte Frederick Ely wieder als Anwalt. Von 1888 bis 1914 war er städtischer Richter in Boston. Er starb am 6. August 1921 in Dedham, wo er auch beigesetzt wurde.